# Monumento histórico da França
Monumento histórico da França, é o título usado neste país para definir um monumento ou objecto que recebe um estatuto jurídico destinado a protege-lo, justamente por causa do seu interesse nacional, histórico, artístico e/ou arquitectónico.

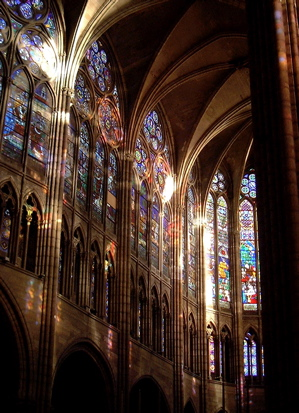
A basílica de Saint-Denis

Existem dois níveis de protecção: uma obra pode ser assim inscrita ou classificada sendo esta última a de maior nível de protecção. Tratando-se de um imóvel pode ser classificado a totalidade do edifício ou unicamente uma parte como uma fachada, o interior ou as redondezas. 
A inscrição ao título de monumento histórico tal como é o seu título oficial completo - e que antigamente era conhecido como "inscrição ao inventário suplementar dos monumentos históricos" - é dado aos imóveis apresentando um interesse nível regional, ao passo que a classificação ao título de monumento histórico têm um interesse nacional.
Os bens nacionais foram-se constituindo segundo os interesses nacionais francesas e começaram belos bens do clérigo, dos emigrantes da Coroa de França em 1790, e foi justamente nesse ano que Aubin-Louis Millin de Grandmaison que pela primeira vez fala de "monumento histórico" na assembleia constituinte aquando da demolição da Bastilha. Só a partir de 1819 é que o orçamento do ministério do interior prevê uma verba dedicada aos em francês:  monuments historiques. A basílica de Saint-Denis foi um dos primeiros a ter sido classificado como "monumentos históricos"
Em 2011 na estatística da cultura tinha havido 38 artigos classificados e 364 inscritos à protecção dos monumentos históricos  e actualmente há na França 14 367 artigos classificados e 28 813 inscritos.

## Logotipo

O logotipo

Para definir um monumento histórico foi-se buscar a ideia de um logotipo ao labirinto desenhado no solo da catedral de Notre-Dame de Reims, e é actualmente com ele que hoje se identificam os monumentos históricos.